# USATF Distance Classic 2022
Das USATF Distance Classic 2022 waren eine Leichtathletik-Veranstaltung die am 19. Mai 2022 im Stadium des Mt. San Antonio College in Walnut im US-Bundesstaat Kalifornien stattfand. Es war Teil der World Athletics Continental Tour zählte zu den Silber-Meetings, der zweithöchsten Kategorie dieser Leichtathletik-Serie.

## Resultate

### Männer

#### 800 m
| Platz | Athlet          | Land | Zeit (min) |
| ----- | --------------- | ---- | ---------- |
| 1     | Brandon McBride | CAN  | 1:47,39    |
| 2     | Brannon Kidder  | USA  | 1:47,64    |
| 3     | Michael Saruni  | KEN  | 1:47,85    |
| 4     | Cooper Teare    | USA  | 1:47,90 PB |
| 5     | Isaiah Harris   | USA  | 1:47,96    |
| 6     | Rajay Hamilton  | JAM  | 1:48,04    |
| 7     | Craig Engels    | USA  | 1:48,18    |
| 8     | Alex Amankwa    | GHA  | 1:48,63    |

Besten acht aus zwei Zeitläufen

#### 1500 m
| Platz         | Athlet            | Land | Zeit (min) |
| ------------- | ----------------- | ---- | ---------- |
| 1             | Neil Gourley      | GBR  | 3:35,43    |
| 2             | Samuel Tanner     | NZL  | 3:35,61    |
| 3             | Cole Hocker       | USA  | 3:36,24    |
| 4             | Samuel Prakel     | USA  | 3:37,54    |
| 5             | John Gregorek     | USA  | 3:37,87    |
| 6             | Colby Alexander   | USA  | 3:38,11    |
| 7             | Cameron Proceviat | CAN  | 3:38,51    |
| 8             | Luis Grijalva     | GTM  | 3:38,55    |
| 9             | Hobbs Kessler     | USA  | 3:38,98    |
| 10            | Brett Meyer       | USA  | 3:39,76    |
| 11            | Vincent Ciattei   | USA  | 3:40,69    |
| 12            | Henry Wynne       | USA  | 3:49,21    |
|               | Josh Thompson     | USA  | DNF        |
| Quamel Prince | GUY               | DNF  |            |

#### 5000 m
| Platz                    | Athlet            | Land | Zeit (min)  |
| ------------------------ | ----------------- | ---- | ----------- |
| 1                        | Benjamin Flanagan | CAN  | 13:35,30 SB |
| 2                        | Thomas Fafard     | CAN  | 13:37,03 PB |
| 3                        | Jack Bruce        | AUS  | 13:39,44    |
| 4                        | Abbabiya Simbassa | USA  | 13:46,69    |
| 5                        | Florian Le Pallec | FRA  | 13:48,63    |
| 6                        | Brian Shrader     | USA  | 13:50,75    |
| 7                        | Sam McEntee       | AUS  | 13:54,36    |
| 8                        | Kang Nyoak        | AUS  | 14:10,22    |
| 9                        | Joshua Yeager     | USA  | 14:10,69    |
| 10                       | Ren Guangyue      | CHN  | 14:25,62    |
| 11                       | Chen Tianyu       | CHN  | 14:30,14    |
| 12                       | Guo Zhongrui      | CHN  | 14:41,17    |
| 13                       | Gao Peng          | CHN  | 14:59,87    |
|                          | Reid Buchanan     | USA  | DNF         |
| Willy Fink               | USA               | DNF  |             |
| Cole Hocker (Pacemaker)  | USA               | DNF  |             |
| Craig Nowak (Pacemaker)  | USA               | DNF  |             |
| Cooper Teare (Pacemaker) | USA               | DNF  |             |
| Mason Ferlic             | USA               | DNF  |             |

#### 3000 m Hindernis
| Platz | Athlet           | Land | Zeit (min) |
| ----- | ---------------- | ---- | ---------- |
| 1     | John Gay         | CAN  | 8:24,27    |
| 2     | Mason Ferlic     | USA  | 8:25,41    |
| 3     | Matthew Hughes   | CAN  | 8:25,66    |
| 4     | Avinash Sable    | IND  | 8:25,82    |
| 5     | Evan Jager       | USA  | 8:27,88    |
| 6     | Frankline Tonui  | USA  | 8:28,83    |
| 7     | Anthony Rotich   | USA  | 8:30,48    |
| 8     | Benard Keter     | USA  | 8:30,86    |
| 9     | Michael Leet     | USA  | 8:31,21    |
| 10    | Matthew Clarke   | AUS  | 8:33,83    |
| 11    | Brian Barraza    | USA  | 8:34,35    |
| 12    | Daniel Michalski | USA  | 8:34,65    |
| 13    | Fitsum Seyoum    | ETH  | 8:35,57    |
| 14    | Stanley Kebenei  | USA  | 8:36,30    |
| 15    | Jamaine Coleman  | GBR  | 8:37,73    |
| 16    | Iwo Balabanow    | BUL  | 8:43,75    |
| 17    | Max Stevens      | AUS  | 8:45,83    |
| 18    | Craig Nowak      | USA  | 8:48,77    |
| 19    | Wang Fudong      | CHN  | 9:00,96    |

#### Hochsprung
| Platz | Athlet       | Land | Höhe (m) |
| ----- | ------------ | ---- | -------- |
| 1     | Trey Culver  | USA  | 2,14     |
|       | Ethan Harris | USA  | NH       |

#### Dreisprung
| Platz | Athlet           | Land | Weite (m) |
| ----- | ---------------- | ---- | --------- |
| 1     | Chris Benard     | USA  | 16,55     |
| 2     | Klyvens Delaunay | USA  | 15,40 =SB |

### Frauen

#### 800 m
| Platz | Athletin           | Land | Zeit (min) |
| ----- | ------------------ | ---- | ---------- |
| 1     | Sinclaire Johnson  | USA  | 2:01,06    |
| 2     | Anna Camp-Bennett  | USA  | 2:01,20    |
| 3     | Addy Townsend      | CAN  | 2:01,70    |
| 4     | Madeleine Kelly    | CAN  | 2:02,13    |
| 5     | Mariela Luisa Real | MEX  | 2:02,92    |
| 6     | Anna Connor        | USA  | 2:03,09    |
| 7     | Hanna Green        | USA  | 2:03,16    |
| 8     | Susan Aneno        | UGA  | 2:03,48    |
| 9     | Julianne Labach    | CAN  | 2:04,22    |
|       | Jasmine Blocker    | USA  | DNF        |

#### 1500 m
| Platz         | Athletin                | Land | Zeit (min) |
| ------------- | ----------------------- | ---- | ---------- |
| 1             | Abbey Caldwell          | AUS  | 4:04,18    |
| 2             | Helen Schlachtenhaufen  | USA  | 4:05,68    |
| 3             | Dani Jones              | USA  | 4:06,06    |
| 4             | Taryn Rawlings          | USA  | 4:06,19    |
| 5             | Nozomi Tanaka           | JPN  | 4:06,35    |
| 6             | Eleanor Fulton          | USA  | 4:06,91    |
| 7             | Konstanze Klosterhalfen | GER  | 4:07,01    |
| 8             | Natalia Hawthorn        | CAN  | 4:07,41    |
| 9             | Marta Pen               | POR  | 4:08,76    |
| 10            | Danielle Aragon         | USA  | 4:08,80    |
| 11            | Emma Coburn             | USA  | 4:09,47    |
| 12            | Michaela Meyer          | USA  | 4:12,19    |
| 13            | Natalie Rule            | AUS  | 4:13,66    |
|               | Susan Aneno             | UGA  | DNF        |
| Rebecca Mehra | USA                     | DNF  |            |

#### 5000 m
| Platz                        | Athletin                     | Land | Zeit (min)  |
| ---------------------------- | ---------------------------- | ---- | ----------- |
| 1                            | Allie Buchalski              | USA  | 15:18,60 PB |
| 2                            | He Wuga                      | CHN  | 15:23,57    |
| 3                            | Jennifer Nesbitt             | GBR  | 15:35,69    |
| 4                            | Katie Izzo                   | USA  | 15:47,73    |
| 5                            | Makenna Myler                | AUS  | 15:52,96    |
| 6                            | Alycia Cridebring            | USA  | 15:56,44    |
| 7                            | Paige Campbell               | AUS  | 16:16,89    |
|                              | Eleanor Fulton (Pacemakerin) | USA  | DNF         |
| Taryn Rawlings (Pacemakerin) | USA                          | DNF  |             |
| Emily Lipari (Pacemakerin)   | USA                          | DNF  |             |

#### 3000 m Hindernis
| Platz | Athletin           | Land | Zeit (min) |
| ----- | ------------------ | ---- | ---------- |
| 1     | Amy Cashin         | AUS  | 9:31,28 PB |
| 2     | Katie Rainsberger  | USA  | 9:33,23 PB |
| 3     | Jessica Furlan     | CAN  | 9:34,82    |
| 4     | Gabrielle Jennings | USA  | 9:39,90    |
| 5     | Brielle Erbacher   | AUS  | 9:46,29    |
| 6     | Yuno Yamanaka      | JPN  | 9:47,22    |
| 7     | Tori Gerlach       | USA  | 9:52,12    |
| 8     | Jessica Scheriff   | USA  | 10:23,47   |

#### Hochsprung
| Platz | Athlet              | Land | Höhe (m) |
| ----- | ------------------- | ---- | -------- |
| 1     | Vashti Cunningham   | USA  | 1,90     |
| 2     | Rachel McCoy        | USA  | 1,87     |
| 3     | Kimberly Williamson | JAM  | 1,87     |
| 4     | Amina Smith         | USA  | 1,84     |

#### Dreisprung
| Platz | Athletin       | Land | Weite (m) |
| ----- | -------------- | ---- | --------- |
| 1     | Keturah Orji   | USA  | 14,28 SB  |
| 2     | Imani Oliver   | USA  | 13,64 SB  |
|       | Michelle Fokam | USA  | NM        |